# Anoplodesmus pinguis
Anoplodesmus pinguis är en mångfotingart som beskrevs av Pocock 1895. Anoplodesmus pinguis ingår i släktet Anoplodesmus och familjen orangeridubbelfotingar. Inga underarter finns listade i Catalogue of Life.